# Gnadochaeta ochreicornis
Gnadochaeta ochreicornis là một loài ruồi trong họ Tachinidae.